# Stefano Farina

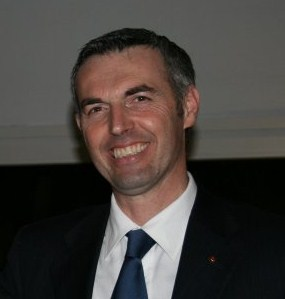
Stefano Farina

Stefano Farina (* 19. September 1962 in Ovada; † 23. Mai 2017 in Genua) war ein italienischer Fußballschiedsrichter, der nach seinem Karriereende als Funktionär im Schiedsrichterwesen aktiv war.

## Sportlicher Werdegang
Farina leitete ab Dezember 1979 als Schiedsrichter Fußballspiele im Erwachsenenbereich. Im Januar 1995 feierte er sein Debüt in der Serie A, in der er bis zu seinem Karriereende im Jahr 2007 236 Erstligaspiele leitete. Zudem verantwortete er 117 Ligaspiele in der zweitklassigen Serie B sowie etliche Spiele im Europapokal, sowohl in der UEFA Champions League als auch in der UEFA Europa League bzw. dem Vorläufer UEFA-Pokal. Zu seinen Highlights zählen zwei Spiele um die Supercoppa Italiana sowie das Spiel um den UEFA Super Cup 2006, in dem der FC Sevilla in einem spanischen Duell den FC Barcelona im monegassischen Stade Louis II besiegte.
Als FIFA-Schiedsrichter leitete Farina diverse Länderspiele, darunter insbesondere Qualifikationsspiele zu den Weltmeisterschaftsendrunden 2002 und 2006 sowie den Europameisterschaftsturnieren 2004 und 2008.
Auch nach dem Ende seiner aktiven Karriere blieb Farina dem Schiedsrichterwesen verbunden. Dabei war er Schiedsrichterbeobachter für die UEFA, zudem gehörte er der italienischen Commissione Arbitri Nazionale an. Dort saß er zuletzt der für die Serie B zuständigen dreiköpfigen Kommission um Cristiano Copelli und Gabriele Gava vor.